# Pecola
Pecola est une série télévisée d'animation américaine-canadienne-japonaise produite par Nelvana, Yomiko Advertising et Milky Cartoon avec 26 épisodes.
Elle a été diffusée entre le 3 septembre 2001 et le 18 septembre 2002 sur Télétoon, et puis du 10 mai 2004 et le 25 juillet 2005 sur TV Tokyo.
En France, la série était diffusée sur Fox Kids et TF1 dans l'émission TF! Jeunesse.
TF1 Vidéo a édité quelques épisodes de l'anime en VHS et DVD.

## Voix françaises
- Stéphane Flamand : Pecola
- Jacqueline Ghaye : Tante Tirebouchon
- Olivier Cuvellier : Professeur Cornebouc
- Philippe Tasquin : M. Saruyama
- Stéphane Excoffier : P'tit Mouss
- Ioanna Gkizas
- Véronique Fyon
- Léonce Wapelhorst
- Version Française : MADE IN EUROPE
- Adaptation : Azila Hellal
- Directrice de Plateau : Ioanna Gkizas
- Chant : Nathalie Stas